# حسین دارابی
حسین دارابی (زادهٔ ۱۳۶۱) کارگردان و فیلمنامه نویس ایرانی است. او تاکنون دو فیلم سینمایی مصلحت و هناس را کارگردانی کرده‌است و توانسته دیپلم افتخار بهترین کارگردانی اول سی و نهمین جشنواره فیلم فجر را برای کارگردانی فیلم مصلحت به دست آورد.

## فیلم‌شناسی

### سینمایی
| سال  | فیلم     | نویسنده | کارگردان | توضیحات                                                                 | منبع              |
| ---- | -------- | ------- | -------- | ----------------------------------------------------------------------- | ----------------- |
| ۱۳۹۹ | مصلحت    | آری     | آری      | نامزد ۷ سیمرغ بلورین و برنده ۲ دیپلم افتخار سی و نهمین جشنواره فیلم فجر | [ ۴ ] [ ۵ ] [ ۶ ] |
| ۱۴۰۰ | هناس     |         | آری      | نامزد ۱ سیمرغ بلورین چهلمین جشنواره فیلم فجر                            |                   |
| ۱۴۰۲ | خدای جنگ |         | آری      |                                                                         | [ ۷ ]             |

### کوتاه
| سال  | عنوان          | نویسنده | کارگردان |
| ---- | -------------- | ------- | -------- |
| ۱۳۹۱ | کرایه‌ها آماده! | آری     | آری      |
| ۱۳۹۲ | علمک           | آری     | آری      |
| ۱۳۹۴ | دایو           | آری     | آری      |
| ۱۳۹۶ | قفل فرمان      | آری     | آری      |
| ۱۳۹۷ | چشم به راه     | آری     | آری      |
| ۱۳۹۸ | مادربزرگ       | آری     | آری      |
| ۱۳۹۹ | پرستار         | آری     | آری      |
| ۱۳۹۹ | تعقیب          | آری     | آری      |

## جایزه‌ها
| سال  | جشنواره                     | بخش                 | اثر   | نتیجه        | جایزه       | منبع  |
| ---- | --------------------------- | ------------------- | ----- | ------------ | ----------- | ----- |
| ۱۳۹۹ | سی و نهمین جشنواره فیلم فجر | بهترین کارگردان اول | مصلحت | دیپلم افتخار |             |       |
| ۱۳۹۹ | دهمین جایزه سینمایی ققنوس   | فیلم برگزیده        | مصلحت | برنده        | تندیس ققنوس | [ ۸ ] |